# Четврти сазив Народне скупштине Републике Српске
Четврти сазив Народне скупштине Републике Српске конституисан је 19. октобра 1998. године, и радио је до 16. децембра 2000. Овај сазив Народне Скупштине конституисан је на основу резултата избора који су одржани 13. септембра 1998.

## Политичке партије
Следеће политичке партије освојиле су мандате у овом сазиву Народне скупштине Републике Српске:
| Политичка партија                                  | Мандата |
| -------------------------------------------------- | ------- |
| Српска демократска странка                         | 19      |
| Коалиција за цјеловиту и демократску БиХ           | 15      |
| Српска радикална странка Републике Српске          | 11      |
| Српски народни савез Републике Српске              | 11      |
| Странка независних социјалдемократа                | 6       |
| Социјалистичка партија РС                          | 5       |
| Демократска социјалистичка партија РС              | 5       |
| Радикална странка Републике Српске                 | 2       |
| Српска коалиција за Републику Српску               | 2       |
| Социјалдемократска партија Босне и Херцеговине     | 2       |
| Независни посланици                                | 2       |
| Коалиција за краља и отаџбину                      | 1       |
| Нова хрватска иницијатива                          | 1       |
| Хрватска демократска заједница Босне и Херцеговине | 1       |

## Народни посланици
За народне посланике изабрани су:

#### Српска демократска странка
| Презиме и име           |
| ----------------------- |
| 1. Бојић Борислав       |
| 2. Васић Немања         |
| 3. Војиновић Вукашин    |
| 4. Вуковић Мићо         |
| 5. Дуњић Славко         |
| 6. Злојутро Милош       |
| 7. Јовановић Милош      |
| 8. Јосиповић Мићо       |
| 9. Калинић Драган       |
| 10. Лазић Митар         |
| 11. Максимовић Војислав |
| 12. Милић Боривоје      |
| 13. Нешковић Љиљана     |
| 14. Паравац Борислав    |
| 15. Петровић Мирјана    |
| 16. Радишковић Јасминка |
| 17. Савовић Бранимир    |
| 18. Тупајић Милан       |
| 19. Шараба Слободан     |

#### Коалиција за цјеловиту и демократску БиХ
| Презиме и име         |
| --------------------- |
| 1. Бећиревић Хасан    |
| 2. Бичо Сафет         |
| 3. Гушић Џевад        |
| 4. Ђузел Шухрета      |
| 5. Јахић Менсура      |
| 6. Јусуфовић Муниб    |
| 7. Кадрић Ремзија     |
| 8. Кунто Рамо         |
| 9. Мујкановић Аладин  |
| 10. Османчевић Џевад  |
| 11. Пелесић Неџмија   |
| 12. Ризван Елведин    |
| 13. Садовић Тарик     |
| 14. Тихић Сулејман    |
| 15. Шашиваревић Џевад |

#### Српски народни савез
| Презиме и име            |
| ------------------------ |
| 1. Вујовић Милорад       |
| 2. Калабић Драго         |
| 3. Митровић Јован        |
| 4. Млађеновић Радојица   |
| 5. Панић Милена          |
| 6. Родић Драгутин        |
| 7. Савић Сњежана         |
| 8. Савић Миленко         |
| 9. Станишић Владо        |
| 10. Шљивић Радован       |
| 11. Марковић-Елез Милица |

#### Српска радикална странка
| Презиме и име         |
| --------------------- |
| 1. Дакић Милијана     |
| 2. Дејановић Мирјана  |
| 3. Каламанда Раде     |
| 4. Лазић Милан        |
| 5. Маркелић Чедо      |
| 6. Радуловић Светозар |
| 7. Ристић Раденко     |
| 8. Трипуновски Ангела |
| 9. Николић Зоран      |
| 10. Спаић Марко       |
| 11. Остојић Војин     |

#### Странка независних социјалдемократа
| Презиме и име             |
| ------------------------- |
| 1. Баштинац Ненад         |
| 2. Додик Милорад          |
| 3. Маринковић Љиљана      |
| 4. Радић Јово             |
| 5. Симић Крстан           |
| 6. Солдат-Вујановић Ирена |

#### Социјалистичка партија РС
| Презиме и име       |
| ------------------- |
| 1. Аћимовић Будимир |
| 2. Билић Слободан   |
| 3. Ђокић Петар      |
| 4. Илић Драгутин    |
| 5. Мрдић Слободан   |

#### Демократска социјалистичка партија РС
| Презиме и име         |
| --------------------- |
| 1. Дукић Гордана      |
| 2. Крпић Жељка        |
| 3. Малић Момир        |
| 4. Радмановић Небојша |
| 5. Штица Мира         |

#### Радикална странка Републике Српске
| Презиме и име           |
| ----------------------- |
| 1. Пајић Весна          |
| 2. Радовановић Мирослав |

#### Српска коалиција за Републику Српску
| Презиме и име       |
| ------------------- |
| 1. Брђанин Радослав |
| 2. Радић Предраг    |

#### СДП БиХ
| Презиме и име      |
| ------------------ |
| 1. Сељубац Весна   |
| 2. Осмић Зекеријах |

#### Независни посланици
| Презиме и име      |
| ------------------ |
| 1. Кнежевић Остоја |
| 2. Перковић Мико   |

#### Коалиција за краља и отаџбину
| Презиме и име       |
| ------------------- |
| Прстојевић Дубравко |

#### Нова хрватска иницијатива
| Презиме и име       |
| ------------------- |
| Томљановић Томислав |

#### Хрватска демократска заједница
| Презиме и име   |
| --------------- |
| Маринић Здравко |

## Измјене у саставу
Посланици који су касније ушли у Четврти сазив Народне скупштине, након смрти или оставке неког од посланика из овог сазива:
| Презиме и име         | Политичка партија                                  |
| --------------------- | -------------------------------------------------- |
| Чавић Драган          | Српска демократска странка                         |
| Петковић Бранко       | Српски народни савез Републике Српске              |
| Радић Славица         | Српски народни савез Републике Српске              |
| Крагуљ Никола         | Странка независних социјалдемократа                |
| Ћук Доброслав         | Странка независних социјалдемократа                |
| Петровић-Часар Станка | Странка независних социјалдемократа                |
| Ђукић Миле            | Странка независних социјалдемократа                |
| Аличић Ахмет          | Коалиција за цјеловиту и демократску БиХ           |
| Бољановић Славко      | Српска радикална странка Републике Српске          |
| Станић Миленко        | Српска радикална странка Републике Српске          |
| Ребац Марин           | Хрватска демократска заједница Босне и Херцеговине |
| Радојичић Игор        | Демократска социјалистичка партија                 |